# Горский, Владимир Васильевич
Владимир Васильевич Горский (1819—1847) — востоковед, член 12-й Пекинской духовной миссии (1840—1847).

## Биография
Родился 8 (20) июля 1819 года в Костроме в семье профессора российской словесности и красноречия Костромской духовной семинарии, ставшего потом священником, кафедральным протоиереем в Успенском соборе Костромы. Мать также была из священнической семьи — дочь костромского протопопа. Его старший брат — Александр Васильевич Горский (1812—1875).
После окончания Костромской духовной семинарии поступил в 1837 году в Санкт-Петербургскую духовную академию. В 1839 году, не окончив полного академического курса, по своему прошению был зачислен в 12-ю Пекинскую духовную миссию. Из уважения к предстоящему служению ему досрочно присвоили степень кандидата словесных наук. Готовясь к поездке под руководством архимандрита Иакинфа (Бичурина) — главы девятой Пекинской духовной миссии — он изучал китайский язык и, кроме него, ещё и маньчжурский язык (позже, уже в Китае, он выучил тибетский язык).
В декабре 1839 года выехал из Санкт-Петербурга; 21 июня 1840 года в составе очередной группы миссионеров отправился из Кяхты через Монголию в Пекин. Вместе с ним в этой миссии служили В. П. Васильев и монах Палладий (Кафаров). Во время пребывания в Пекине Горский изучал раннюю историю маньчжурской династии Цин, написав по этой теме несколько сочинений, основанных на маньчжурских и китайских источниках. Также он изучал буддийские книги по китайским, монгольским и тибетским текстам. Перевёл с тибетского языка буддийский трактат «Сидданта». В 1845 году участвовал в приёме огромной коллекции буддийских сочинений, подаренной духовной миссии цинским правительством; составил описание коллекции. В составе коллекции находился редкий полный экземпляр тибетского буддийского канона Ганджур и Данджур.
Умер в Пекине 13 (25) апреля 1847 года.
В «Богословском вестнике» были частично напечатаны письма В. В. Горского родителям и брату с подробными описаниями: подготовки к миссии; деятельности миссии в Китае, с бытовыми зарисовками.

## Сочинения
- Начало и первые дела маньчжурского дома // Тр. членов Рос. духовной миссии в Пекине. СПб., 1852. Т. 1. С. 1-187;
- О происхождении родоначальника ныне царствующей в Китае династии // Там же. С. 189—244;
- Страница из истории правосл. рус. миссии в Китае: (Письма миссионера) // БВ. 1897. № 5. С. 225—239; № 8. С. 158—175; № 10. С. 103—113; № 11. С. 254—266; 1898. № 1. С. 89-100; № 2. С. 230—241; № 4. С. 61-80; № 6. С. 342—359; № 8. С. 202—224; № 10. С. 92-102; № 11. С. 212—226; № 12. С. 361—372[1].